# Nikhil Nandy
Nikhil Kumar Nandy (* 1932 in Kalkutta; † 29. Dezember 2020 in Nagerbazar) war ein indischer Fußballspieler.

## Karriere
Nikhil Nandy war in den 1950er Jahren fester Bestandteil der Indischen Nationalmannschaft. Mit dieser nahm der Abwehrspieler an den Olympischen Spielen 1956 in Melbourne teil. Das Team besiegte Gastgeber Australien mit 4:2, bevor es im Halbfinale gegen Jugoslawien unterlag. Im Spiel um Bronze verlor Indien erneut mit 0:3, dieses Mal gegen Bulgarien und belegte somit Rang vier.
Zwei Jahre später erreichte Nandy mit der Nationalmannschaft das Halbfinale der Asienspiele 1958 in Tokio. Im gleichen Jahr gewann er mit seinem Verein Eastern Railway SC die Calcutta Football League.
Nach seiner aktiven Laufbahn war Nandy als Trainer tätig und trainierte die indischen Nationalmannschaft.
Anfang 2020 erkrankte Nandy an COVID-19, erholte sich jedoch davon. Jedoch bekam er im Laufe des Jahres einige Nierenprobleme und war mehr als einen Monat lang in Behandlung. Am 29. Dezember des Jahres verstarb er im Alter von 88 Jahren.
Nikhil Nandy war verheiratet und hatte einen Sohn und zwei Töchter. Seine älteren Brüder Santosh und Anil waren ebenfalls Fußballspieler und nahmen an den Olympischen Spielen 1948 teil.